# 拉勒莫迪耶尔
拉勒莫迪耶尔（法語：La Remaudière，法語發音：[la ʁəmodjɛʁ] ⓘ）是法国大西洋卢瓦尔省的一个市镇，属于南特区。

## 地理
拉勒莫迪耶尔（47°14'15"N, 1°14'36"W）面积12.98 平方千米，位于法国卢瓦尔河地区大区大西洋卢瓦尔省，该省份为法国西北部沿海省份，位于布列塔尼半岛东南部，北起伊勒-维莱讷省，西北接莫尔比昂省，西临大西洋，南至旺代省，东临曼恩-卢瓦尔省。
与拉勒莫迪耶尔接壤的市镇（或旧市镇、城区）包括：拉布瓦西耶尔-迪多雷、勒朗德罗、勒洛鲁博特罗、拉勒格里皮耶尔、瓦莱特、埃夫尔河畔蒙特勒沃、奥雷当茹。

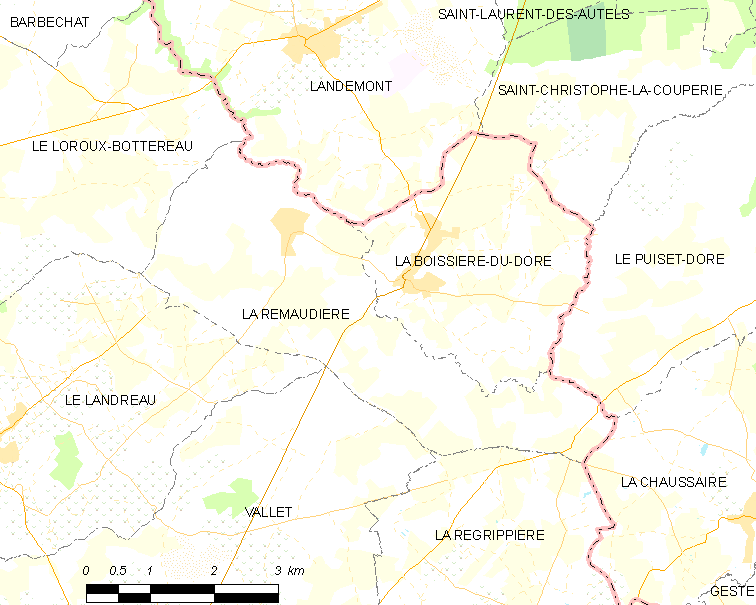
拉勒莫迪耶尔的OSM定位图

拉勒莫迪耶尔的时区为UTC+01:00、UTC+02:00（夏令时）。

## 行政
拉勒莫迪耶尔的邮政编码为44430，INSEE市镇编码为44141。

## 政治
拉勒莫迪耶尔所属的省级选区为瓦莱特县。

## 人口

1962-2008年间拉勒莫迪耶尔人口变化图示

拉勒莫迪耶尔于2022年1月1日时的人口数量为1288人。